# テレビ朝日ミュージック
株式会社テレビ朝日ミュージック（テレビあさひミュージック、英: TV ASAHI MUSIC CO.,LTD.）は、日本の音楽出版社。テレビ朝日が100%出資しており、同社の連結子会社である。

## 概要
1970年、日本教育テレビ（NETテレビ、現テレビ朝日）によって「エヌ・イー・ティー音楽出版」（NET音楽出版）として設立され、親会社が「テレビ朝日」を略称として使用し始めた翌年の1978年、現在の商号に変更された。
音楽出版業のほか、テレビ音楽番組の制作や歌手のマネジメント、レコード・レーベルの運営なども手掛けており、本業である音楽出版事業は当社の売上高全体の1/3程度となっている。
本店は東京都港区の六本木ヒルズノースタワー内にあり、港区西麻布のEXタワー/EX THEATER ROPPONGI近辺にもレコーディングスタジオを保有する。かつては沖縄県北谷町に自主レーベル「東屋慶名建設」の沖縄オフィス、東京都世田谷区に自社スタジオ「代田スタジオ」を設置していた。
現在の放送局系音楽出版社では一般的な手法である、あらかじめ番組のオープニングとエンディングのテーマ曲のタイアップ枠を確保し、その枠で1から2クールごとに流す曲を変えるという手法を開発。そこで、クオリティの高い音楽を量産できるとして、長戸大幸率いるビーイング（現・B ZONE）を重用したことによって、1990年代のビーイングブームにつながった。

## 主な企画運営番組
- musicるTV
- BREAK OUT

### 過去
- FUTURE TRACKS
- D's Garage21
- The Street Fighters
- FUTURE TRACKS→R
- 音楽ニュースHO

## 主な所属アーティスト
- 新しい学校のリーダーズ
- S.R.S
- ケツメイシ
- 小林太郎
- 佐々木李子
- 湘南乃風
- Sonar Pocket
- 傳田真央
- TWILL
- 遥奈
- 間々田優
- 369
- 平井大
- やなわらばー
- Love La Doll
- 50TA
- 黒田綾子 (KAMEN RIDER GIRLS)
- Candy Boy
- GIRLFRIEND
- COLOR CREATION
- Ironbunny
- MYERA

## 所属クリエイター
- 多田慎也
- 生田真心
- 伊橋成哉
- 木之下慶行
- KAY
- KOUGA
- GRP
- 堀向直之

## かつて所属していた主なアーティスト
- HY
- AJI[8]
- サスケ - 2009年に解散。
- POSSIBILITY[8]